# Play me!
Play me! é o segundo álbum da girlsband portuguesa Just Girls, lançado a 24 de Novembro de 2008, segunda-feira. Conta com as participações de Angélico Vieira e de 4Taste.
O disco estreou na 10ª posição da parada musical Top 30 Álbuns de Portugal, subindo para a 4ª posição na segunda semana.
Embora tenha tido sucesso, inclusive alcançando a platina na primeira semana, não foi tão longe como Just Girls, o primeiro álbum do grupo. Isto deveu-se sobretudo ao facto da tardia apresentação das canções na série de televisão onde a girlsband participa, Morangos com Açúcar.
Quando entrevistadas no programa matinal Você na TV! (da TVI), a 26 de Novembro do mesmo ano, Helga Posser afirmou que o álbum "é mais maduro". Diana Monteiro referencia: "nos temas que cantamos (...) e a nossa atitude com as músicas também está mais madura". Sublinha, porém: "O disco está mais maduro, mas tem a essência das Just Girls na mesma."

## Alinhamento[5]
1. "O que és em mim"
2. "Ser Radical"
3. "Viver a Vida" (feat. 4Taste)
4. "Devo Perguntar"
5. "Entre o Sonho e a Ilusão"
6. "Cansei" (feat. Angélico Vieira)
7. "Deixa o Som Voar"
8. "Respostas Vagas"
9. "Se Acabar Assim"
10. "Só Quero Voar"
11. "Para lá desta porta"
12. "Energia Just Girls"